# Razac-sur-l’Isle
Razac-sur-l’Isle – miejscowość i gmina we Francji, w regionie Nowa Akwitania, w departamencie Dordogne.
Według danych na rok 1990 gminę zamieszkiwały 2212 osoby, a gęstość zaludnienia wynosiła 155 osób/km² (wśród 2290 gmin Akwitanii Razac-sur-l’Isle plasuje się na 193. miejscu pod względem liczby ludności, natomiast pod względem powierzchni na miejscu 800.).